# Melrose Place (5. évad)

## Főszereplők
- Josie Bissett – Jane Andrews szerepében.
- Thomas Calabro – Dr. Michael Mancini szerepében.
- Marcia Cross – Dr. Kimberly Shaw Mancini szerepében.
- Rob Estes – Kyle McBride szerepében.
- Brooke Langton – Samantha Reilly szerepében.
- Laura Leighton – Sydney Andrews szerepében.
- Lisa Rinna – Taylor McBride szerepében.
- Kelly Rutherford – Megan Lewis szerepében.
- Doug Savant – Matt Fielding szerepében.
- Grant Show – Jake Hanson szerepében.
- Andrew Shue – Billy Campbell szerepében.
- Courtney Thorne-Smith – Alison Parker szerepében.
- Jack Wagner – Dr. Peter Burns szerepében.

## Special Guest Star
- Heather Locklear – Amanda Woodward szerepében.

## Főbb vendégszereplők
- David Charvet – Craig Field szerepében.
- Alyssa Milano – Jennifer Mancini szerepében.

## Külső hivatkozások
- Melrose Place